# Sukowidi (Kartoharjo)
Sukowidi is een bestuurslaag in het regentschap Magetan van de provincie Oost-Java, Indonesië. Sukowidi telt 2625 inwoners (volkstelling 2010).